# Gulbrynad todityrann
Ej att förväxla med gulbrynad tyrann (Satrapa icterophrys).
Gulbrynad todityrann (Todirostrum chrysocrotaphum) är en fågel i familjen tyranner inom ordningen tättingar. Den förekommer i regnskogar i Amazonområdet i Sydamerika. Beståndet anses vara livskraftigt.

## Utseende och läte
Gulbrynad todityrann är en mycket liten och tydligt färgad fågel. Fjäderdräkten är svart och gul, med båtformad näbb. Sången består av utdragna serier med ljusa metalliska tjippande ljud, avgivna något snabbare än en ton i sekunden.

## Utbredning och systematik
Gulbrynad todityrann förekommer i Amazonområdet i Sydamerika. Den delas in i fem underarter med följande utbredning:
- Todirostrum chrysocrotaphum guttatum – förekommer från sydöstra Colombia till nordöstra Peru, sydvästligaste Venezuela och nordvästra Brasilien
- Todirostrum chrysocrotaphum neglectum – förekommer från östra Peru till norra Bolivia och sydvästra Brasilien
- Todirostrum chrysocrotaphum chrysocrotaphum – förekommer i östra Peru (söder om Río Marañón) och västra Amazonområdetz i  Brasilien
- Todirostrum chrysocrotaphum simile – förekommer i nordöstra Brasilien (längs nedre Rio Tapajós i västra Pará)
- Todirostrum chrysocrotaphum illigeri – förekommer i nordöstra Brasilien (längs Rio Tapajós från västra Pará till norra Maranhão)

### Familjetillhörighet
Arten placeras traditionellt i familjen tyranner. DNA-studier visar dock att Tyrannidae består av fem klader som skildes åt redan under oligocen,, varför vissa auktoriteter behandlar dem som egna familjer. Gulbrynad todityrann med släktingar bryts då ut till familjen Pipromorphidae.

## Levnadssätt
Gulbrunad tyrann hittas i låglänta regnskogar. Där ses den i trädtaket i högvuxen skog, ofta i något mer höglänta områden. Den påträffas också ibland kring skogsbryn och till och med i trädgårdar och kring bebyggelse.

## Status och hot
Arten har ett stort utbredningsområde, men tros minska i antal, dock inte tillräckligt kraftigt för att den ska betraktas som hotad. Internationella naturvårdsunionen IUCN listar arten som livskraftig (LC).